# NRG (fájlformátum)
Az NRG a Nero cég által fejlesztett Nero Burning ROM CD, DVD, Blu-Ray (és minden optikai lemez) író program, lemezkép fájl formátuma.
A .nrg fájl nem .nrg kiterjesztésű iso fájl, hanem az IFF (Interchange File Format) egy változatát használja az adatok tárolásához.
Lemez másolás vagy létrehozás közben, ez az átmeneti formátuma is a Nero-nak, de használhatjuk a lemezképet virtuális meghajtóként is, csatolva célalkalmazások által.

## Külső hivatkozások
- nrg4iso — BSD licensed command line utility.  Does not fully support nrg format.  Currently abandoned. (POSIX)
- nrg2iso — GPL licensed command line utility.  Does not fully support nrg format. (Linux)
- IAT   — GPL licensed command line utility without support for CD-AUDIO
- fusenrg — GPL licensed command line utility. Converts NRG to ISO on the fly. Does not fully support nrg format. (Linux)
- nrg2iso[halott link] — Windows graphical utility.  Does not fully support nrg format. (Windows)
- IMGBURN — Windows Freeware ISO burning software capable of managing the nrg format.